# Faking the Books
Faking the Books è il terzo album in studio del gruppo musicale tedesco Lali Puna, pubblicato nel 2004 da Morr Music.

## Tracce
1. ''Faking the Books" – 4:00
2. "Call 1-800-Fear" – 3:24
3. "Micronomic" – 3:23
4. "Small Things" – 3:40
5. "B-Movie" – 3:13
6. "People I Know" – 3:05
7. "Grin and Bear" – 4:41
8. "Geography-5" – 2:27
9. "Left Handed" – 3:44
10. "Alienation" – 4:01
11. "Crawling by Numbers" – 2:52